# Акафистник
Ака́фистник — в православии богослужебная книга, содержащая акафисты (особые песнопения Иисусу Христу, Богородице и святым). Как тип богослужебной книги акафистник сформировался не ранее середины XIV века. Первый печатный акафистник издал около 1522 года в Вильно Франциск Скорина. Это издание стало основой для многочисленных рукописных акафистников XVI—XVII веков, а также стало прототипом русского молитвослова XVIII—XX веков. Многие акафистники, особенно издаваемые с конца XVII века, богато украшены гравюрами и орнаментами в барочном стиле.